# Réserve naturelle de Klinglemyr
La Réserve naturelle de Kringlemyr  est une aire protégée norvégienne qui est située dans le municipalité de Larvik, dans le comté de Vestfold.

## Description
La réserve naturelle de 0,078 km2 a été créée en 1980 Elle est située sur le cours de la rivière Numedalslågen.
Kringlemyr est une tourbière pluviale formée dans l'un des anciens coudes de la rivière. La formation de cette zone humide a commencé il y a 4.000 ans, lorsque la rivière a changé de cours et que l'un des coudes s'est reformé. Le but de la conservation est de préserver un type distinctif et rare de tourbière pluviale avec environnement de sable et de gravier.